# Выбор критиков (кинопремия, 2003)
8-я церемония премии «Выбор критиков» состоялась 17 января 2003 года.

## Победители и номинанты
| Лучший фильм                      | 1. Чикаго 2. Адаптация 3. Банды Нью-Йорка 4. Вдали от рая 5. Властелин колец: Две крепости 6. О Шмидте 7. Пианист 8. Поймай меня, если сможешь 9. Проклятый путь 10. Часы |

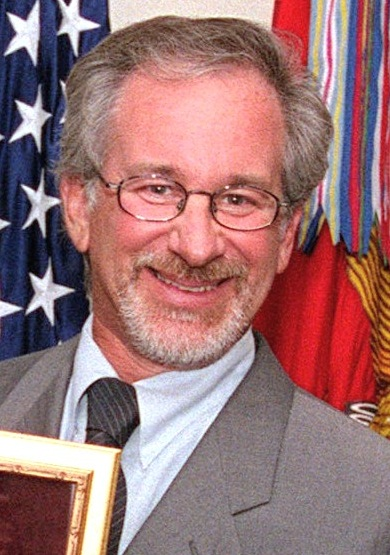
Стивен Спилберг, лучший режиссёр

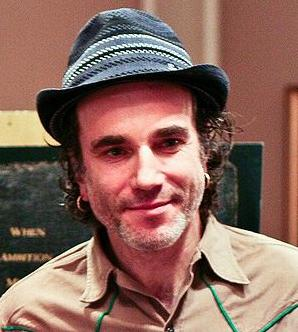
Дэниэль Дэй-Льюис, лучшая мужская роль

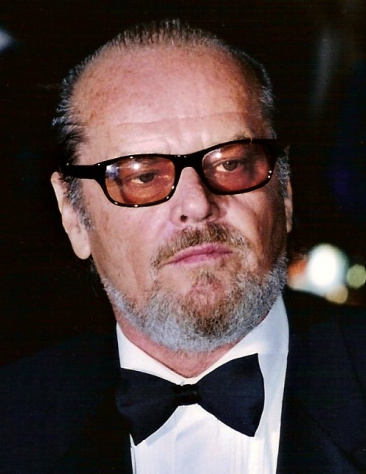
Джек Николсон, лучшая мужская роль

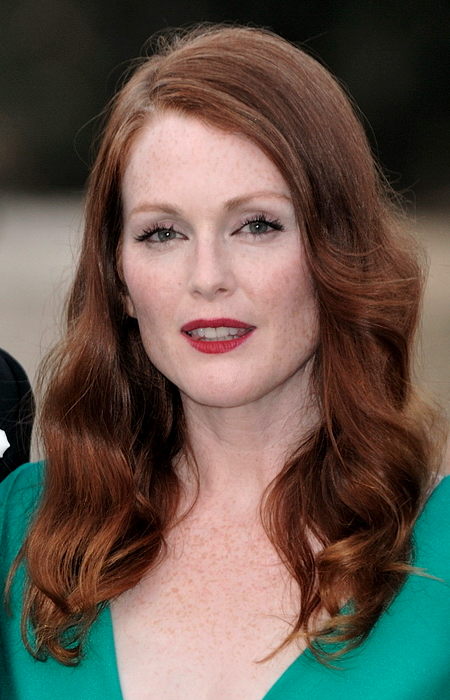
Джулианна Мур, лучшая женская роль

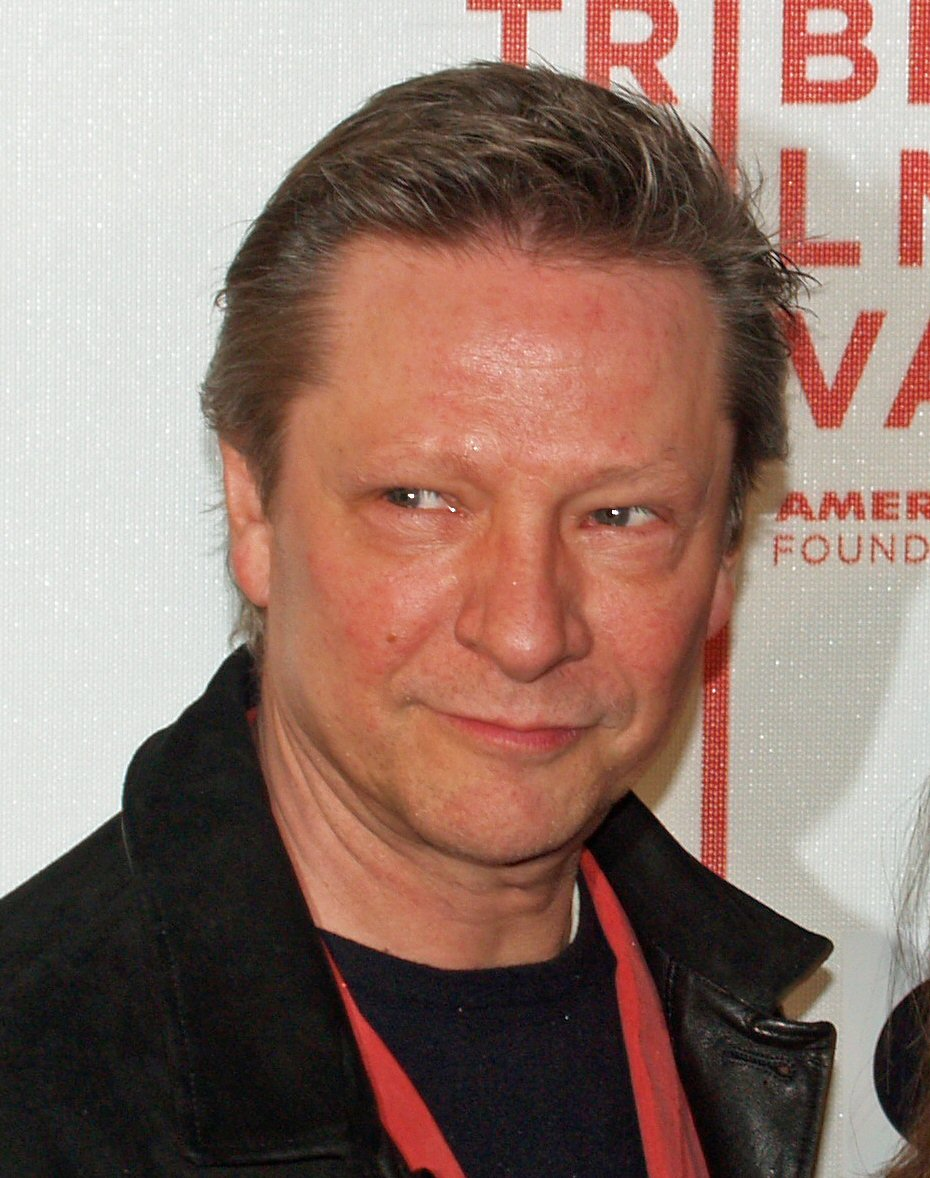
Крис Купер, лучшая мужская роль второго плана

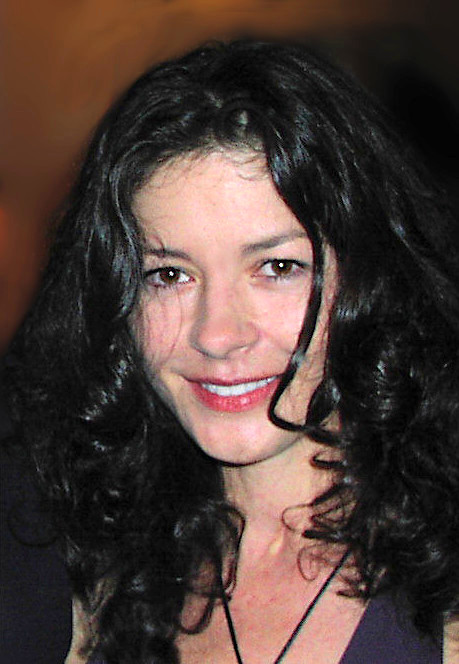
Кэтрин Зета-Джонс, лучшая женская роль второго плана

| Лучший режиссёр                   | 1. Стивен Спилберг — «Поймай меня, если сможешь», «Особое мнение» 2. Роман Полански — «Пианист» 3. Мартин Скорсезе — «Банды Нью-Йорка»                                    |
| Лучшая мужская роль               | 1. Дэниэл Дэй-Льюис — «Таинственная река» и Джек Николсон — «О Шмидте» 2. Робин Уильямс — «Фото за час                                                                    |
| Лучшая женская роль               | 1. Джулианна Мур — «Вдали от рая» 2. Николь Кидман — «Часы» 3. Дайан Лэйн — «Неверная» 4. Сальма Хайек — «Фрида»                                                          |
| Лучшая мужская роль второго плана | 1. Крис Купер — «Адаптация» 2. Альфред Молина — «Фрида» 3. Пол Ньюман — «Проклятый путь                                                                                   |
| Лучшая женская роль второго плана | 1. Кэтрин Зета-Джонс — «Чикаго» 2. Кэти Бейтс — «О Шмидте» 3. Мэрил Стрип — «Адаптация»                                                                                   |
| Лучший молодой артист             | 1. Киран Калкин — «Игби идёт ко дну» 2. Николас Холт — «Мой мальчик» 3. Тайлер Хэклин — «Проклятый путь                                                                   |
| Лучший актёрский ансамбль         | 1. Чикаго 2. Моя большая греческая свадьба 3. Часы |
| Лучший сценарий                   | 1. Чарли Кауфман — «Адаптация», «Признания опасного человека» 2. Ниа Вардалос — «Моя большая греческая свадьба» 3. Александр Пэйн — «О Шмидте»                            |
| Лучший анимационный фильм         | 1. Унесённые призраками 2. Ледниковый период 3. Лило и Стич 4. Спирит: Душа прерий                                                                                        |
| Лучший семейный фильм             | 1. Гарри Поттер и Тайная комната 2. Бессмертные 3. Новичок |
| Лучший документальный фильм       | 1. Боулинг для Колумбины 2. Оставаясь в тени Мотауна 3. Парень остаётся в картине                                                                                         |
| Лучший фильм на иностранном языке | 1. И твою маму тоже (Y tu mamá también) - Мексика 2. Поговори с ней (Hable con ella) - Испания 3. Свадьба в сезон дождей (Monsoon Wedding) - Индия                        |
| Лучшая музыка к фильму            | 1. Джон Уильямс — «Поймай меня, если сможешь», «Гарри Поттер и Тайная комната», «Особое мнение» 2. Филип Гласс — «Часы» 3. Говард Шор — «Властелин колец: Две крепости»   |
| Лучшая песня к фильму             | 1. Lose Yourself — «8 миля» 2. Father and Daughter — «Дикая семейка Торнберри» 3. Hero — «Человек-паук»                                                                   |
| Лучший виртуальный герой          | 1. Голлум — «Властелин колец: Две крепости» 2. Добби — «Гарри Поттер и Тайная комната» 3. Йода — «Звёздные войны. Эпизод II: Атака клонов»                                |
| Лучший ТВ-фильм                   | 1. Дверь в дверь 2. Из Багдада в прямом эфире 3. Мартин и Льюис |

### Награда за вклад в кинематограф
Дензел Вашингтон'

## Список лауреатов и номинаций
| Количество | Фильм                         |
| ---------- | ----------------------------- |
| 4          | Адаптация                     |
| 4          | О Шмидте                      |
| 4          | Часы                          |
| 3          | Банды Нью-Йорка               |
| 3          | Властелин колец: Две крепости |
| 3          | Гарри Поттер и Тайная комната |
| 3          | Поймай меня, если сможешь     |
| 3          | Проклятый путь                |
| 3          | Чикаго                        |
| 2          | Вдали от рая                  |
| 2          | Моя большая греческая свадьба |
| 2          | Особое мнение                 |
| 2          | Пианист                       |
| 2          | Фрида                         |

| Количество | Фильм                         |
| ---------- | ----------------------------- |
| 3          | Чикаго                        |
| 2          | Адаптация                     |
| 2          | Гарри Поттер и Тайная комната |
| 2          | Особое мнение                 |
| 2          | Поймай меня, если сможешь     |